# Sant'Ilario d'Enza
Pour les articles homonymes, voir Sant'Ilario.

Sant'Ilario d'Enza (Sant'Ilâri en dialecte reggiano) est une commune italienne de la province de Reggio d'Émilie dans la région Émilie-Romagne en Italie.

## Géographie

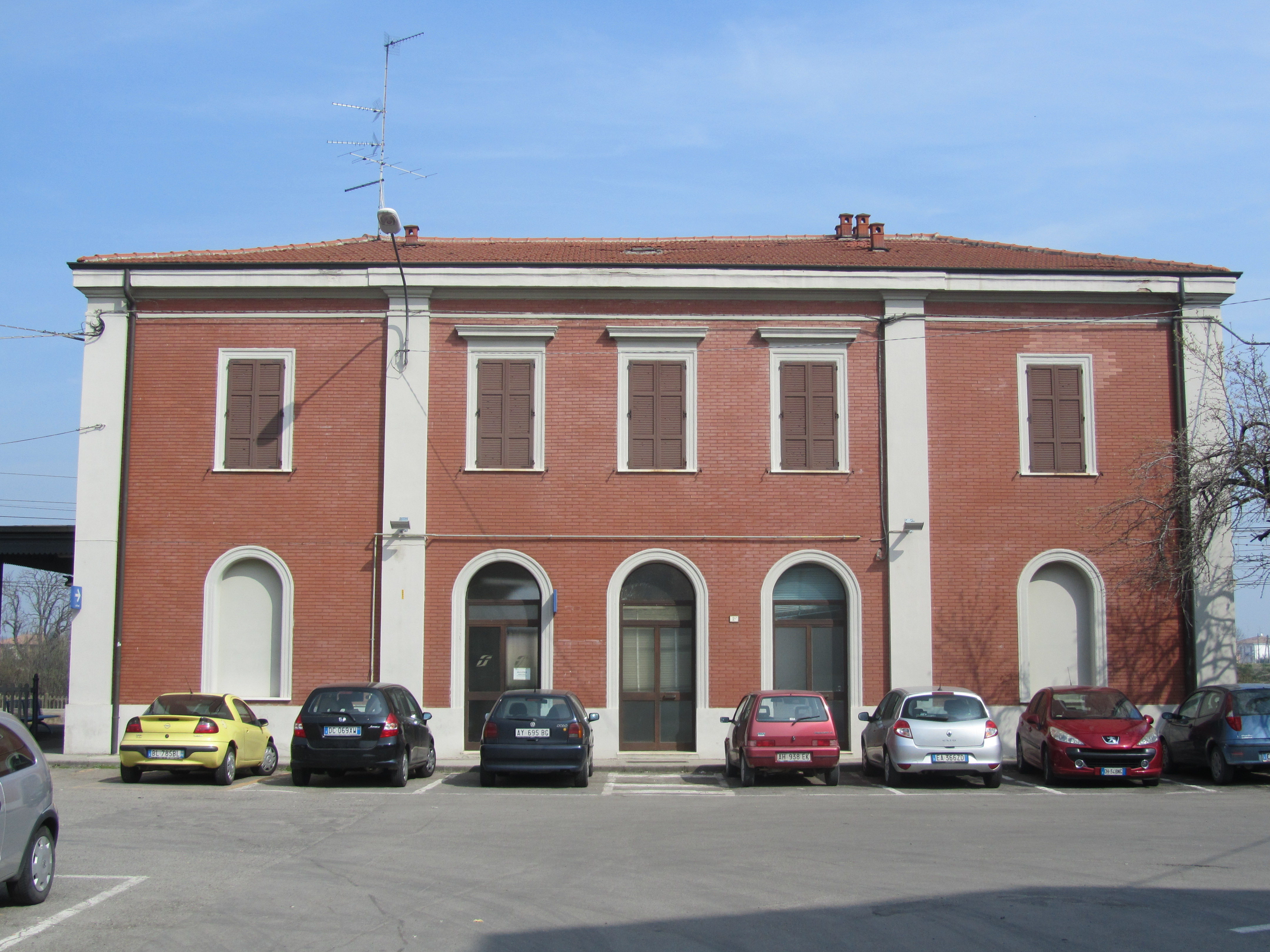
La gare de chemin de fer de Sant'Ilario d'Enza.

Sant'Ilario d'Enza est situé dans la plaine du Pô à une altitude variant de 41 à 77 mètres (59 m devant la mairie), sur la rive gauche du fleuve Enza et traversé parla route nationale SS9 via Emilia, à 17 km au nord-ouest de Reggio d'Émilie et à 14 km au sud-est de Parme.
Sant'Ilario d'Enza rejoint, au nord Gattatico et Campegine, à l’est Reggio d'Émilie, au sud Montecchio Emilia et à l’ouest Parme et sa province.
La ligne de chemin de fer Milan-Bologne dessert la cité et les grandes villes voisines sont :
- Bologne 77 km
- Modène 42 km
- Parme 14 km
- Milan 126 km

## Histoire
Dans l’antiquité, Sant'Ilario d'Enza était appelé Sant’Eulalia, puis le nom changea en Sant’Ilario, probablement à cause de la présence de l'Hospitale S.Hilarii, lieu de repos pour les pèlerins qui parcouraient l’antique via Emilia. Officiellement le nom de Sant'Ilario apparaît pour la première fois dans un document de 1714, bien que la Chronique de Parme  le citât déjà en 1233.

### Moyen Âge
Les tombes romaine découvertes au cours du XIXe siècle sur le territoire de la commune indiquent qu’à l’époque de l’Empire en ce lieu se trouvait une ciré nommée Tannetum.

À la chute de l’Empire romain, la zone fut peuplée par des populations barbares (sépultures de Mavarta datée entre 487 et 510 et couvertes d’écritures barbares), remplacée plus tard par les Lombards, puis par les Francs (VIIIe – IXe siècle) et les Hongrois (Xe siècle).

Après la période hongroise, aux XIe, XIIe et XIIIe siècles le trafic sur la via Emilia augmenta et divers hospitali (hôpitaux ou hospices) furent construits dont celui qui donna son nom S.Hilarii à Sant’Ilario. Pendant cette période, la cité appartint successivement au comté, au duché de Parme et était un petit village dépendant de la juridiction de Montecchio. De 1349 à 1403, ce dernier avec ces dépendances fut cédé par les Visconti au condottiere Alberico da Barbiano ; puis en 1404, de nouveau cédé à Ottobon Terzi. À sa mort, les domaines passèrent à la seigneurie d’Este, puis retourna au duché de Parme jusqu’en 1428 pour repasser définitivement aux Este.

### L'époque napoléonienne
La domination des Este dura jusqu’en 1796, c’est-à-dire jusqu’à la proclamation de la République reggiana de Sant’Ilario et Calerno du 26 août, ils se détachèrent de Montecchio pour former une commune libre et Sant’Ilario fit donc partie du département de Crostolo de la République cisalpine, avec les hameaux (frazioni) de Calerno et Gaida.

En 1800, retour des Este après la création de la République italienne, transformée en Royaume d’Italie en 1805, Sant’Ilario devint commune autonome et en 1814, elle comprenait les hameaux de Calerno, Gaida, Taneto et Martorano.

En 1815, avec la Restauration et le retour des Este, Sant’Ilario resta commune autonome jusqu’au 1er janvier 1828 et être réuni administrativement à Montecchio.

### L'Unité d'Italie
En 1859, la victoire des franco-piémontais à Magenta mit définitivement un terme à la domination des Este et réalisa l’adhésion au royaume de Sardaigne, et enfin à compter du 1er janvier 1860  le dictateur Farini éleva Sant'Ilario en commune autonome avec la villa de Calerno.

Le 23 mars 1860, première réunion du conseil communal de Sant’Ilario présidé par le maire Gasparotti Andrea. En 1862, la commune assume sa dénomination actuelle de Sant'Ilario d'Enza, pour la spécifier des homonymes.

## Monuments et lieux d’intérêt
- Église de Sant'Eulalia, restaurée au XVIIIe siècle.

## Administration
| Période                                  | Période  | Identité         | Étiquette          | Qualité |
| ---------------------------------------- | -------- | ---------------- | ------------------ | ------- |
| 07/06/2009                               | En cours | Marcello Moretti | parti démocratique |         |
| Les données manquantes sont à compléter. |          |                  |                    |         |

### Hameaux
Cabianca, Calerno, Case Paterlini, Case Via Sabotino, Case Zinani, Castellana, Chiavicone, Ghiara, Partitore, Rampa d'Enza, Villa Spalletti

### Communes limitrophes
Campegine (7 km), Gattatico (5 km), Montecchio Emilia (7 km), Montechiarugolo (PR, 8 km), Parme (PR, 10 km), Reggio d'Émilie (15 km)

## Population

### Évolution de la population en janvier de chaque année
| 1861  | 1901  | 1921  | 1951  | 1961  | 1971  | 1981  | 1991  | 2001  |
| ----- | ----- | ----- | ----- | ----- | ----- | ----- | ----- | ----- |
| 3 962 | 3 969 | 4 600 | 4 908 | 5 518 | 8 013 | 9 347 | 9 237 | 9 702 |

| 2011   | - | - | - | - | - | - | - | - |
| ------ | - | - | - | - | - | - | - | - |
| 11 162 | - | - | - | - | - | - | - | - |

### Ethnies et minorités étrangères
Selon les données de l’Institut national de statistique (ISTAT) au 1er janvier 2011 la population étrangère résidente et déclarée était de 1088 personnes, soit 9,9 % de la population résidente.
Les nationalités majoritairement représentatives étaient :
| Pos. | Pays     | Population |
| ---- | -------- | ---------- |
| 1    | Albanie  | 202        |
| 2    | Maroc    | 184        |
| 3    | Ukraine  | 97         |
| 4    | Tunisie  | 77         |
| 5    | Roumanie | 53         |
| 6    | Inde     | 49         |

### Personnalités liées à Sant'Ilario d'Enza
- Alcide Cervi, partisan
- Pietro Iotti, politique antifasciste
- Fabrizio Careddu, acteur

## Économie
La position de la commune sur une terre très fertile et alluvionnaire, fait que l’économie locale est principalement liée à l’agriculture et à l’élevage.

Le secteur industriel est basé sur l’artisanat de la petite mécanique, l’habillement, le travail des peaux, le travail du bois et mobilier, etc.

## Fêtes et évènements
- la fête populaire de San Rocco, 15 août
- le marché des antiquaires à Calerno, début mai
- le marché des antiquaires à Sant’Illario, le deuxième dimanche du mois
- le marché traditionnel le samedi